# Urlaub auf Ehrenwort (1938)
Urlaub auf Ehrenwort ist ein 1937 gedrehter deutscher Kriegsfilm mit Propagandatendenz von Karl Ritter nach der gleichnamigen Kurzgeschichte von Walter Julius Bloem. Der im Ersten Weltkrieg spielende Film dramatisiert das Spannungsfeld zwischen der soldatischen Pflichterfüllung und dem zivilen Streben nach privater Zufriedenheit im nationalsozialistischen Sinne. Die Hauptrollen spielen neben Rolf Moebius als Leutnant Walter Prätorius, Fritz Kampers, Ingeborg Theek, Berta Drews und René Deltgen. Felix Lützkendorf wirkte am Drehbuch mit.
Der Film wurde nach 1945 durch den für die Filmzensur zuständigen Alliierten Kontrollrat auf die Liste von nicht zur öffentlichen Aufführung freigegebenen Filmen gesetzt. Eine Aufnahme in die Liste der Vorbehaltsfilme erfolgte nicht.

## Handlung
Basierend auf der autobiographischen gleichnamigen Kurzgeschichte von Walter Julius Bloem jr. (alias: Kilian Koll), spielt der Film Ende 1918 in der Endphase des Ersten Weltkriegs. Ein Zug deutscher Infanteristen unter dem Kommando von Leutnant Prätorius soll an die Westfront verlegt werden. Die Stimmung ist schlecht. Kriegsmüdigkeit und Urlaubssperre mindern die Moral der Soldaten, als sie auf ihrem Weg auch nach Berlin kommen. Die militärische Führung fürchtet das revolutionäre Klima in der Stadt, weshalb dem jungen Leutnant Prätorius befohlen wird, seinen Männern keinen Urlaub während ihres Berlinaufenthaltes zu gewähren. Gleichwohl gibt er seinen überwiegend aus der Stadt stammenden Männern für sechs Stunden Urlaub. Zuvor nimmt er ihnen ihr Ehrenwort ab, pünktlich zur Abfahrt ihres Zuges am Potsdamer Bahnhof bereitzustehen.
Im weiteren Verlauf folgt der Film vier Soldaten unterschiedlichen Alters und sozialer Herkunft, den persönlichen Freuden und Nöten der Soldaten und ihrer Familien. Infanterist Ulrich Hagen ist Komponist. Er besucht seinen Musiklehrer, der ihn bittet, sein Talent nicht für einen verlorenen Krieg zu opfern. Gefreiter Hartmann, ein Mann mittleren Alters, überrascht seine junge Frau Anna und die gemeinsamen vier Kinder. Anna trägt die ganze Last für die Versorgung der Familie. Daneben ist sie als Straßenbahnfahrerin dienstverpflichtet. Sie bittet ihren Mann zu bleiben. Der dritte, ein junger Mann, erfährt, dass seine einzige Verwandte verstorben ist. Er trifft ein Mädchen und verliebt sich zum ersten Mal in seinem Leben. Der Vierte, Infanterist Emil Sasse, ist ein „Linksintellektueller“ und hat den Krieg satt. Seine Freundin Fritzi hat sich einer revolutionären Gruppe angeschlossen und druckt Antikriegsflugblätter. Über alledem steht die Frage, wer von ihnen dem Wunsch, dem Krieg zu entfliehen, nachgibt. Jeder der vier Soldaten findet seine eigene Antwort.

## Hintergrund
Das Drehbuch entstand in Zusammenarbeit zwischen Charles Klein und Felix Lützkendorf, wobei die beiden Vorschläge von Walter Julius Bloem und dessen Vater, dem Schriftsteller Walter Bloem verarbeiteten. Die Initiative für die Produktion des Films kam aus dem Reichsministerium für Volksaufklärung und Propaganda, (RMVP). Hierbei konnte sich Karl Ritter mit seinem Vorschlag für „Urlaub auf Ehrenwort“ gegen den von Max Winkler bevorzugten Film „Staatsfeind Nr. 1" bei Joseph Goebbels behaupten. Wie bei allen solchen Staatsauftragsfilmen nahm Goebbels persönlich Einfluss auf Inhalt und Produktion. In sein Tagebuch schrieb dieser am 6. August 1937: „Gestern: Urlaub auf Ehrenwort durchstudiert. Manuskript im Dialog und den erotischen Szenen noch zu plump. Muß umgearbeitet werden. […].“ Der Film wurde von der Universum-Film AG Berlin unter der Herstellungs- und Produktionsleitung von Karl Ritter produziert. Die Bauten stammen von Walter Röhrig, die Kostüme von Maria Kühr. Die Dreharbeiten fanden von August bis Oktober 1937 in Berlin und auf dem Freigelände Neubabelsberg bei Potsdam statt. Die Produktionskosten beliefen sich auf 598.000 Mark, der Film spielte 2,65 Millionen Mark ein.  Die Filmprüfstelle erteilte Urlaub auf Ehrenwort am 31. Dezember 1937 die Freigabe “Jugendfrei ab 14”, bevor er am 19. Januar 1938 im UFA-Palast am Zoo uraufgeführt wurde. Bei der Uraufführung spielte das Kadettenorchester der Luftwaffe die Ouvertüre zu Richard Wagners Oper Rienzi, der letzte der Tribunen.
Im Vorprogramm wurde der Propagandafilm Flieger, Funker, Kanoniere gezeigt. Eine Verbindung von Propaganda- und Spielfilm war auf besondere Anlässe beschränkt, die hier in der Vorbereitung der Bevölkerung auf den Überfall auf Polen gesehen wird.

## Rezeption
Die zeitgenössische Presse lobte den Film als „deutschen Filmsieg“. und als „eine Großtat deutschen Filmschaffens“. Gerhart Weise bezeichnete den Film 1937 als beste „gegenwartsnahe“ Darstellung der „soldatischen Tugenden“. Goebbels nannte ihn sogar „Gewinner des Nationalen Filmpreises“, der jedoch tatsächlich an Leni Riefenstahl für Olympia – Fest der Völker, Fest der Schönheit ging. Er bedachte Ritter mit einem silbergerahmten Foto von sich mit der Widmung: „In dankbarer Anerkennung seines bahnbrechenden Beitrags zum beispielhaften deutschen Film anlässlich des großen Erfolgs seines Films Urlaub auf Ehrenwort.“ Der Film erhielt von der Filmprüfstelle das Prädikat „staatspolitisch und künstlerisch besonders wertvoll“. Bei den Filmfestspielen in Venedig gewann er den „Mussolini Cup“ als bester ausländischer Film.
Nach dem Ende des Zweiten Weltkriegs wurden alle Kopien des Films vom Oberkommando der alliierten Siegermächte beschlagnahmt und die Aufführung unter Verbot gestellt. Heute beansprucht die Friedrich-Wilhelm-Murnau-Stiftung die Auswertungsrechte.
Rainer Rother bezeichnete Urlaub auf Ehrenwort als Standardfilm des deutschen Nationalsozialismus, dem es entgegen der zeitgenössischen Forderungen und Darstellungen genau an Realismus, echter Atmosphäre und unbedingter Wirklichkeitstreue fehle.
Ein Remake des Films wurde 1955 von Wolfgang Liebeneiner mit Claus Biederstaedt und Paul Esser in den Hauptrollen gedreht, wobei Liebeneiner die Handlung in den Zweiten Weltkrieg verlegte.